# 萨宾 (明尼苏达州)
萨宾（英語：Sabin）是一个美國城市，位于明尼苏达州土县 。根據2010年的人口普查，當地人口為522人。

## 地理
根据美国人口普查局，该城市的总面积為0.35平方英里（0.91平方）。